# 510.
510. je drugo desetletje v 6. stoletju med letoma 510 in 519. 